# William Ward (1er comte de Dudley)
Pour les articles homonymes, voir William Ward et Ward.
William Ward (27 mars 1817 - 7 mai 1885) est un propriétaire terrien et un bienfaiteur britannique.

## Jeunesse et éducation
Il est né le 27 mars 1817 à Edwardstone, Boxford, Suffolk, Angleterre, le fils de William Ward, 10e baron Ward, qui est devenu baron Ward à la mort de son cousin au second degré, le ministre des Affaires étrangères John Ward (1er comte de Dudley), en 1833 (le comté disparaît). Sa mère est Amelia, fille de William Cooch Pillans. 
Il fait ses études au Collège d'Eton à Christ Church, Oxford et Trinity College, Oxford . Il a joué au cricket de première classe pour le Oxford University Cricket Club entre 1838 et 1842 . 

## Carrière

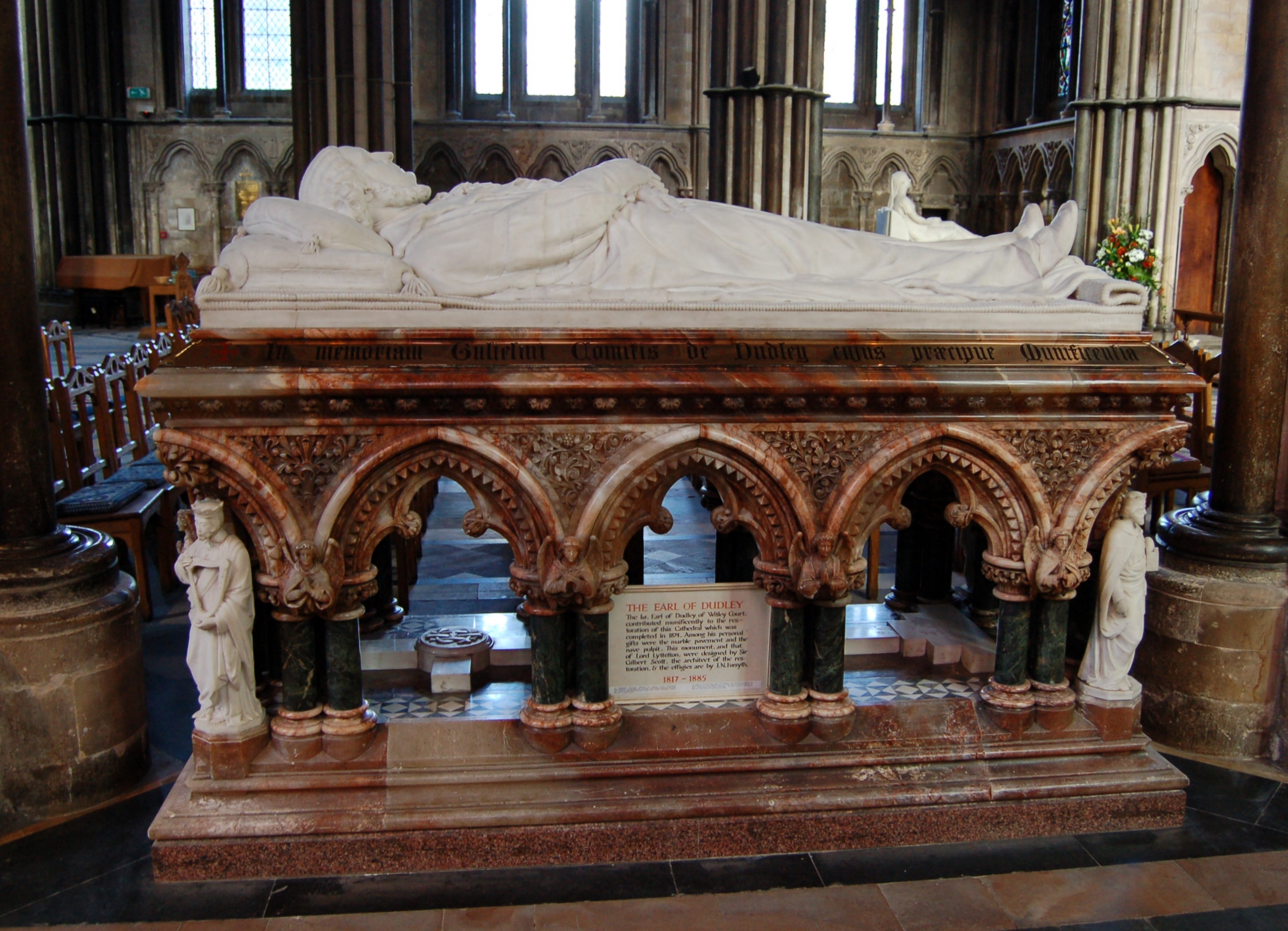
Le monument à William Ward, 1er comte de Dudley, dans la cathédrale de Worcester

Le 6 décembre 1835, il hérite du titre de Lord Ward, et devient le 11e baron Ward  .Son héritage comprenait Himley Hall et les ruines du château de Dudley. En 1837, ses administrateurs ont acheté le domaine de Witley Court dans le Worcestershire à Thomas Foley (4e baron Foley). 
Ward n'a jamais occupé aucun poste politique  mais sert en tant que colonel commandant du Worcestershire Yeomanry en 1854. 
Entre 1859 et 1877, Ward finance la restauration de la Cathédrale de Worcester  et un monument lui est dédié dans la cathédrale. En 1868, il finance le tiers du coût de la tour et de la flèche de l'église Saint-Jean-Baptiste à Hagley. Il est également administrateur de la National Gallery et de la National Portrait Gallery . 
En 1860, le comté de son parent est relancé lorsqu'il est créé vicomte Ednam, d'Ednam dans le comté de Roxburgh, et comte de Dudley, de Dudley Castle dans le comté de Stafford. 

## Vie privée
Lord Dudley épouse Selina Constance, fille d'Hubert de Burgh, le 24 avril 1851. Elle est décédée le 14 novembre de la même année, à 22 ans. Il n'a pas d'enfants de ce mariage . 
Il se remarie avec Georgina Elisabeth, fille de Sir Thomas Moncreiffe (7e baronnet), et Lady Louisa Hay-Drummond, le 21 novembre 1865. Sa belle-sœur Harriet Mordaunt (en), qui quelques années plus tard, en tant que Lady Mordaunt, s'est retrouvée mêlée à une affaire de divorce sensationnelle, l'a appelé "perruque frisée". Ensemble, William et Georgina sonbt les parents de six fils et d'une fille : 
- William Ward (2e comte de Dudley) (1867-1932), qui succède à son père et devient un éminent politicien conservateur qui épouse Rachel Gurney CBE, la plus jeune fille de Charles Henry Gurney[6].
- John Hubert Ward (en) (1870–1938), qui épouse Jean Templeton Reid, fille de l'ambassadeur américain Whitelaw Reid [9].
- Robert Ward (1871-1942) (en), qui épouse Lady Mary Acheson, une fille d'Archibald Acheson (4e comte de Gosford) et Lady Louisa Montagu (fille de William Montagu (7e duc de Manchester)).
- Edith Amelia Ward (1872-1956), qui épouse Frederick Glyn (4e baron Wolverton).
- Reginald Ward, DSO (1874–1904), des Horse Guards.
- Cyril Augustus Ward (1876–1930), qui épouse la baronne Irene de Brienen, une fille du baron de Brienen.
- Gerald Ernest Francis Ward MVO   (1877–1914), un joueur de cricket de première classe pour Marylebone Cricket Club (MCC)[10], qui sert dans les 1st Life Guards pendant la Première Guerre mondiale et est tué au combat [11] à Zandvoorde, en Belgique. Il épouse Lady Evelyn Crichton, une fille de John Crichton (4e comte Erne) et Lady Florence Cole (fille de William Cole (3e comte d'Enniskillen)) .

Ward est décédé le 7 mai 1885, à l'âge de 68 ans, à Dudley House, Park Lane, Mayfair, à Londres, et est enterré à Great Witley, Worcestershire. Ses restes ont ensuite été ré-enterrés dans la cathédrale de Worcester. La comtesse de Dudley a survécu à son mari de plus de quarante ans et est décédée en février 1929 à son domicile à Pembroke Lodge, Richmond Park  à l'âge de 82 ans.